# ???
??? – piąty album studyjny polskiego rapera Zeamsone. Wydawnictwo ukazało się 30 czerwca 2023 wydaniem własnym w dystrybucji Universal Music Polska.
Album jest utrzymany w stylu muzyki hip-hop. Składa się z wersji standardowej (1 CD).
Płyta dotarła do 1. miejsca polskiej listy sprzedaży – OLiS. Wydawnictwo uzyskało status podwójnej platynowej płyty, przekraczając liczbę 60 tysięcy sprzedanych kopii.

## Lista utworów
Opracowano na podstawie materiału źródłowego.
| ??? – Wersja standardowa | ??? – Wersja standardowa                  | ??? – Wersja standardowa |
| Nr                       | Tytuł utworu                              | Długość                  |
| ------------------------ | ----------------------------------------- | ------------------------ |
| 1.                       | „Chciałem to na intro”                    | 1:26                     |
| 2.                       | „20k”                                     | 2:46                     |
| 3.                       | „Trzy znaki zapytania”                    | 2:00                     |
| 4.                       | „4TB” (oraz Asster)                       | 3:48                     |
| 5.                       | „5 influencerek”                          | 2:24                     |
| 6.                       | „Anioły nad wulkanem”                     | 2:50                     |
| 7.                       | „Tsunami” (oraz Qry)                      | 2:07                     |
| 8.                       | „Zmęczony imprezą”                        | 2:00                     |
| 9.                       | „Internetowy raper” (oraz Janusz Walczuk) | 3:05                     |
| 10.                      | „Więzień wizerunku”                       | 2:34                     |
| 11.                      | „Wysokie modelki” (oraz PlanBe)           | 2:46                     |
| 12.                      | „21 gramów”                               | 2:01                     |
|                          |                                           | 29:47                    |

## Pozycja na liście sprzedaży

### Pozycja na liście tygodniowej
| Kraj   | Lista (2023)             | Najwyższa pozycja |
| ------ | ------------------------ | ----------------- |
| Polska | OLiS – albumy            | 1                 |
| Polska | OLiS – albumy fizycznie  | 1                 |
| Polska | OLiS – albumy w streamie | 1                 |

## Certyfikat
| Kraj          | Certyfikat         | Sprzedaż |
| ------------- | ------------------ | -------- |
| Polska (ZPAV) | 2× platynowa płyta | 60 000+  |